# CHIP-8
CHIP-8 — интерпретируемый язык программирования, который был разработан Джозефом Вейзбекером в семидесятых для использования в RCA COSMAC VIP. В дальнейшем был использован в COSMAC ELF, Telmac 1800, ETI 660, DREAM 6800. Сегодня CHIP-8 часто используется для обучения базовым навыкам эмуляции в связи со своей простотой и схожестью с реальными платформами.

## Память
Язык CHIP-8 позволяет адресовать до 4096 байт памяти в адресном пространстве от 016 до FFF16 с ячейками по 8 бит в формате Big-Endian. При этом первые 512 байт памяти (с 016 до 1FF16) зарезервированы интерпретатором CHIP-8 для программы интерпретатора и хранения спрайтов, поэтому использование этого диапазона ячеек памяти пользовательскими программами нежелательны. Пользовательские программы могут быть загружены в любой участок памяти, но наиболее распространенным вариантом является расположение программы с 20016 по FFF16 адрес.

## Регистры и таймеры
| Название | Разрядность | Описание |
| -------- | ----------- | --- |
| V0-VE    | 8 бит       | 15 регистров общего назначения |
| VF       | 8 бит       | Флаг переноса. Может быть использован пользовательской программой как регистр общего назначения                                                                                |
| DT       | 8 бит       | Таймер задержки. При ненулевом значении декрементируется с частотой 60 Гц |
| ST       | 8 бит       | Таймер звука. При ненулевом значении декрементируется с частотой 60 Гц и проигрывает характерный звук «BEEP» с постоянной тональностью, зависящей от реализации интерпретатора |
| PC       | 16 бит      | Указатель на текущую исполняемую инструкцию |
| SP       | 8 бит       | Указатель на вершину стека |

## Ввод
Язык CHIP-8 имеет поддержку ввода с шестнадцатиклавишной клавиатуры следующей компоновки:
| 1 | 2 | 3 | C |
| 4 | 5 | 6 | D |
| 7 | 8 | 9 | E |
| A | 0 | B | F |

## Экранный вывод
Для экранного вывода в языке CHIP-8 используется монохромный дисплей с разрешением 64 на 32 пикселя. Отрисовка на экране происходит спрайтами. Спрайт в CHIP-8 представляет собой массив размером до 15 байт хранящийся в области памяти интерпретатора, где каждый бит с состоянием '0' или '1' обозначает черный и белый цвет пикселя в строке длиной 8 пикселя соответственно, при этом, при наложении двух спрайтов друг на друга накладывающиеся пиксели инвертируется. Одновременно интерпретатор может хранить до 16 спрайтов.